# Svahili (makrojezik)
Svahili ili svahilski je makrojezik porodice bantu jezika koji se govore širom Istočne Afrike. Dva njegova jezika su swahili iz Tanzanije (swh) i svahili iz Konga (swc).
Skupini Svahili uz ova dva individualna jezika pripadaju i komorski ili maore [swb], mwali komorski [wlc], ndzwani komorski [wni], ngazidja komorski [zdj], makwe [ymk] i mwani wmw]. Govore ih oko 50 milijuna ljudi, od kojih 5 milijuna kao prvi jezik, a 30 do 50 kao drugi jezik. Svahili je postao Lingua franca Istočne Afrike. 
Naziv svahili dolazi od množine arapske riječi sahel ساحل: sawahili سواحل sa značenjem "obala" (u značenju "obalni stanovnici", "obalni jezik"). Sahel se također koristi i kao naziv ruba Sahare.
Fraza iz svahilskoga jezika prihvaćena u drugim jezicima je Hakuna Matata, što znači nema brige ili bez brige. Svjetski se proslavila u Disneyjevom klasiku animiranom filmu "Kralj lavova" (1994.).

## Vanjske poveznice
- Popis svahili riječi arapskog podrijetla
- Kamusi Project – Internetski rječnik svahilija
- Vjekoslav Boban. Kiswahili-Kikroatia kamusi.